# L'Été de Jahia
Pour plus de détails, voir Fiche technique et Distribution.
L'Été de Jahia est un film dramatique belge, français et luxembourgeois réalisé par Olivier Meys et sorti en 2025,.

## Fiche technique
Sauf indication contraire, les informations mentionnées dans cette section peuvent être confirmées par les bases de données cinématographiques IMDb et Allociné,  présentes dans la section « Liens externes ».
- Titre original : L'Été de Jahia
- Réalisation : Olivier Meys
- Scénario : Olivier Meys et John Shank
- Musique :
- Décors : Pepijn Van Looy
- Costumes : Prunelle Rulens
- Photographie : Benoît Dervaux
- Son : Carlo Thoss, Loïc Collignon et Angelo Dos Santos
- Montage : Marie-Hélène Dozo
- Production : Alice Lemaire, Sébastien Andres, Alexandre Perrier, Jeanne Geiben, Vincent Quénault et Sarah Marks
- Société de production : Red Lion, Kidam et Michigan Films
- Société de distribution : Condor Distribution
- Pays de production :  Belgique,  France et  Luxembourg
- Langue originale : français
- Format : Drame
- Durée : 90 minutes
- Dates de sortie :
  - Suède : 25 janvier 2025 (Göteborg)
  - Luxembourg : 13 mars 2025 (Luxembourg)
  - France : 6 août 2025

## Distribution
- Noura Bance : Jahia
- Sofiia Malovatska : Mila
- Céline Sallette : Juliette
- Audrey Kouakou : Ayana
- Eugénie Anselin : Alexandra
- Corentin Lobet : le professeur
- Dmytro Yaroshenko